# Chiesa di Santa Maria della Neve (Boffalora sopra Ticino)
La chiesa di Santa Maria della Neve è la parrocchiale di Boffalora sopra Ticino, in città metropolitana ed arcidiocesi di Milano; fa parte del decanato di Magenta.

## Storia

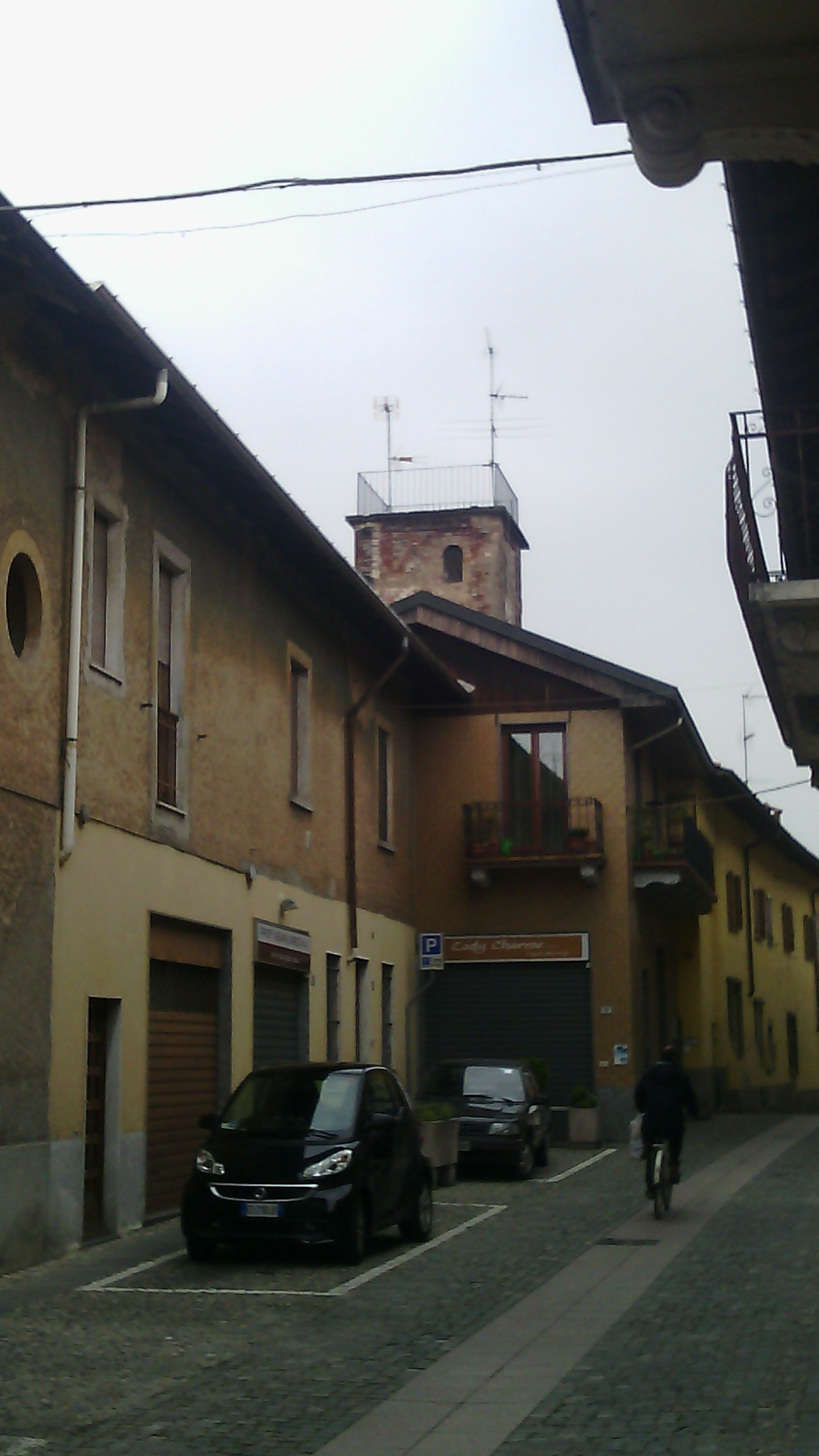
Il campanile della vecchia chiesa parrocchiale di Boffalora sopra Ticino ancora oggi visibile nel centro cittadino

La chiesa di Boffalora sopra Ticino è dedicata a Santa Maria della Neve, patrona essa stessa del Naviglio Grande nei pressi del quale la chiesa si trova ancora oggi ed elemento a cui l'intera storia del borgo è stata legata nei secoli. I lavori di escavazione del canale ebbero inizio il 5 agosto 1180, motivo per cui il 5 agosto è attualmente celebrato come festa patronale locale.
La chiesa antica (attualmente ancora presente nel borgo all'interno della cosiddetta Curta Noeuva, sebbene sconsacrata ed adibita ad abitazioni private, posta a breve distanza dalla chiesa attuale), venne costruita con l'opera e i fondi della cittadinanza boffalorese e grazie alla donazione di un terreno e di uno stabile operata da tre parenti della nobile famiglia dei Crivelli: Carlo di Mesero, Beltramino di Marcallo e Michele di Trecate. La struttura venne consacrata l'11 maggio 1493 ad opera di monsignor Giacomo de Viola, vescovo titolare di Laodicea e delegato dell'arcivescovo di Milano, il quale provvedette contestualmente alla nomina del primo parroco della cittadina nella persona di Ambrogio de Parodis, canonico e cappellano personale del prevosto di Corbetta, Pietro Casola.

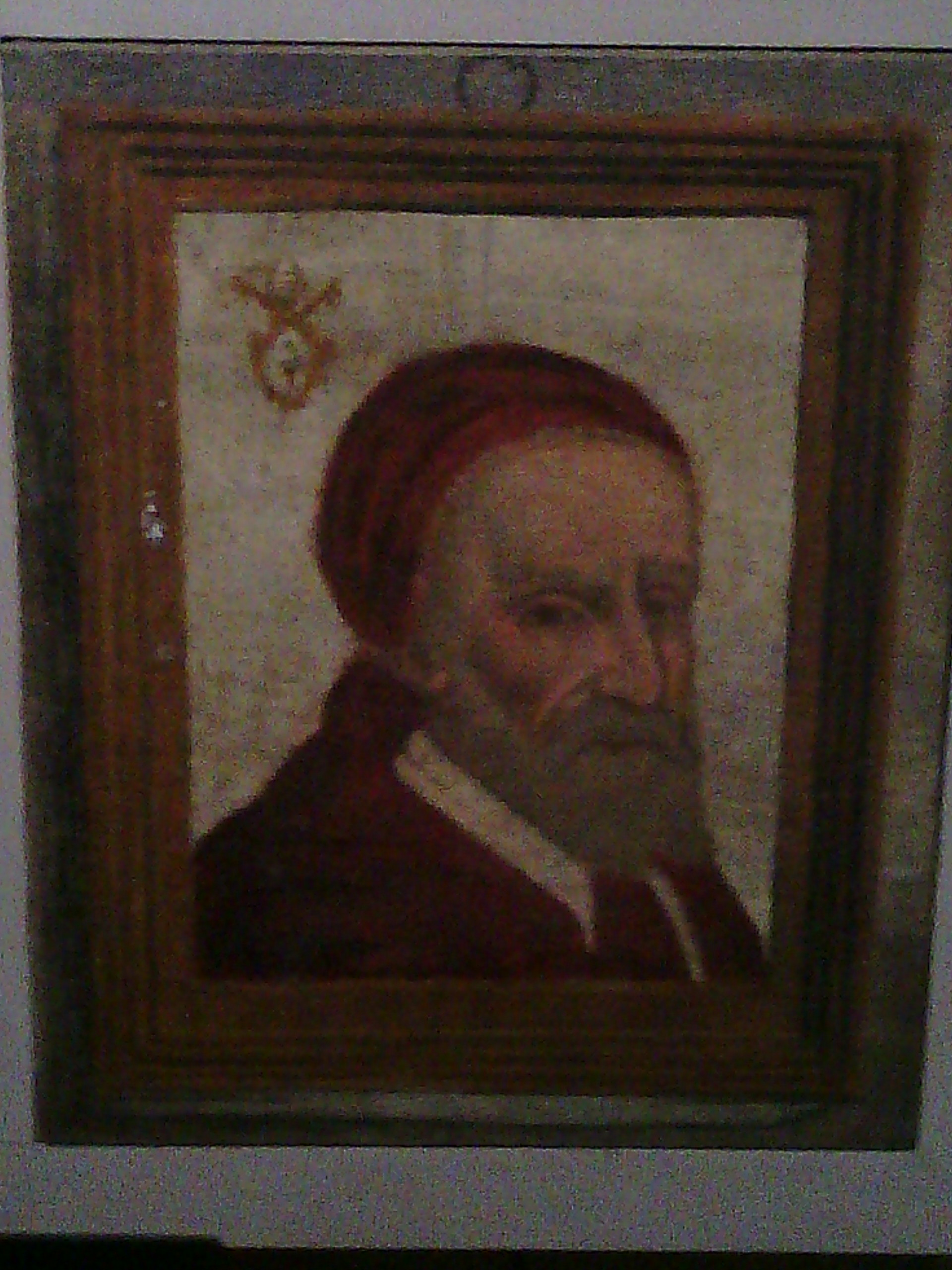
Ritratto di Gregorio XIII, uno degli affreschi staccati dall'antica chiesa e conservati oggi nel battistero della parrocchiale

All'epoca della visita di San Carlo Borromeo nel borgo nel 1570, la chiesa abbisognava già di restauri che l'arcivescovo prontamente segnalò alle autorità ecclesiastiche locali, e tale sprone venne ripreso anche dal cugino Federigo Borromeo che ebbe modo di vedere la chiesa e descriverne gli affreschi interni nel 1609. La chiesa subì quindi piccoli ampliamenti tra il 1570 ed il 1581 con l'aggiunta di una sacrestia e degli edifici della casa parrocchiale, i quali andarono ad ingrandirsi ulteriormente dopo il 1604 con l'edificazione di un oratorio, di una nuova sacrestia e di una cappella dedicata a San Carlo Borromeo.
Già a metà del Settecento, però, con l'ingrandirsi dell'abitato, l'antica chiesa era divenuta insufficiente ad accogliere un sempre crescente numero di fedeli. Fu pertanto nel 1788 che i possidenti locali Giovanni Tosi ed Antonio Vitali, assieme al conte Cesare Giulini, si prodigarono per contribuire ad avviare la costruzione della nuova parrocchiale reperendo il terreno ed i fondi necessari, erigendo il nuovo tempio in posizione non distante dalla precedente, più vicina al Naviglio Grande e nei pressi anche delle principali vie di comunicazione del paese, ben visibile anche da lunga distanza in quanto posta sopra una collinetta naturale. Per finanziare la costruzione della nuova chiesa parrocchiale, vennero venduti all'asta dei terreni ed anche lo stabile della vecchia chiesa, il quale venne destinato ad abitazioni private. I lavori iniziarono il 29 aprile 1792 su progetto dell'architetto Giulio Galliori (delegato della Fabbrica del Duomo di Milano) con la benedizione della prima pietra da parte del parroco Faustino Della Volta e terminarono due anni dopo con la consacrazione del nuovo edificio di culto, il 23 novembre 1794.
Presso la parrocchia sono operanti oggi le Canonichesse della Croce, che vi amministrano la locale scuola materna parrocchiale.

## L'architettura

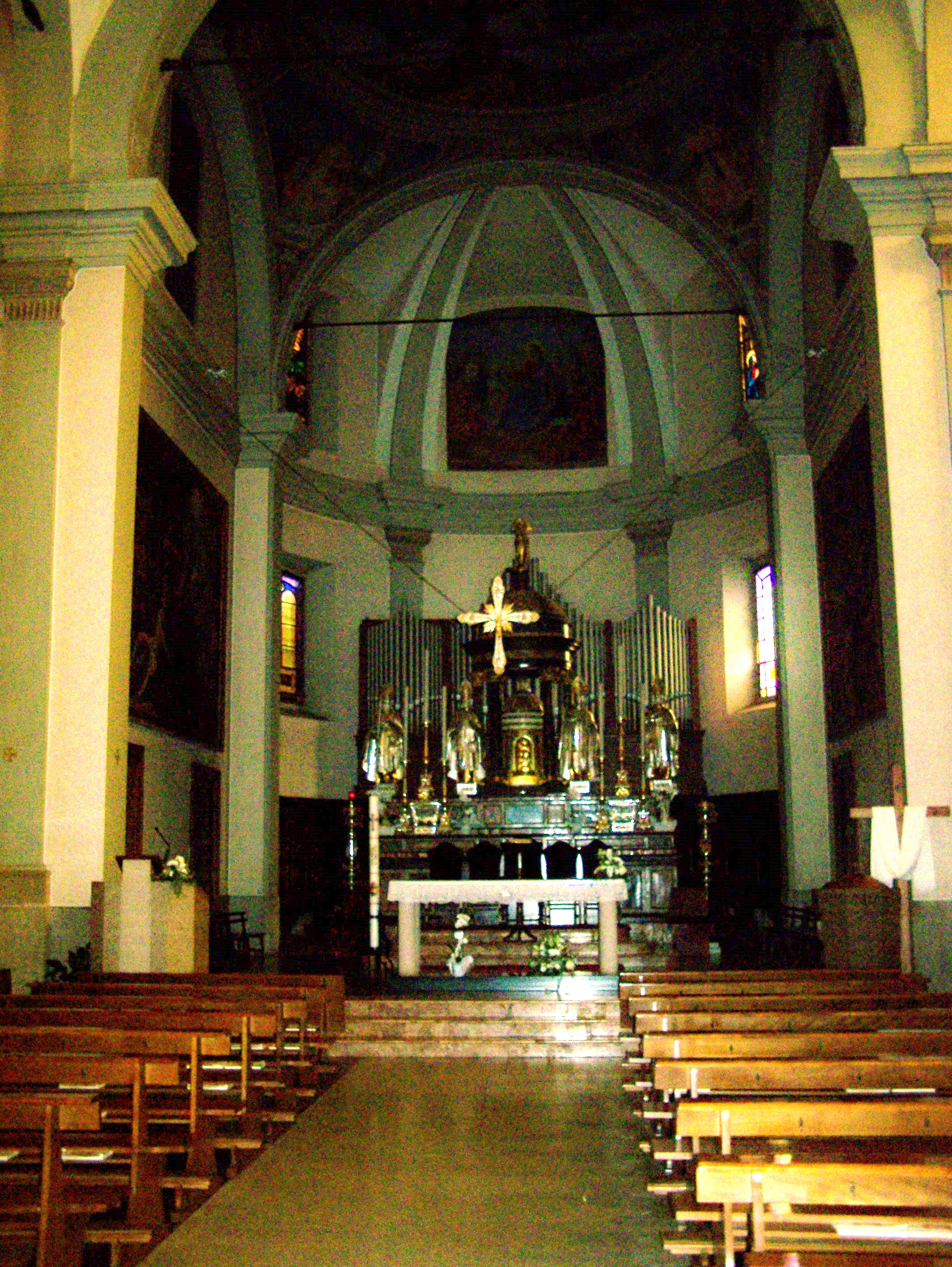
Interno della chiesa parrocchiale di Santa Maria della Neve a Boffalora sopra Ticino

### Esterno
La chiesa di Boffalora sopra Ticino si presenta esternamente in stile eclettico a partire dalla facciata che, pur conservando caratteri antichi, ha subìto alcune modifiche nei primi decenni del Novecento con l'apposizione di alcune decorazioni (una statua di Cristo al centro e due simboli religiosi sopra i portali minori, una palma e un agnello) e di un piccolo pronao sostenuto da due esili colonne in granito rosa.

### Interno
La struttura della chiesa presenta una pianta a croce greca, scandita all'interno da quattro grandi colonne granitiche martellinate di notevoli dimensioni che sorreggono anche la cupola presente al centro dell'aula, dividendo lo spazio in tre navate. La superficie della cupola ed i pennacchi accolgono degli affreschi rappresentanti rispettivamente il Trionfo di Maria Santissima, Regina del mondo, sopra i cori degli angeli (1959) ed i Quattro Evangelisti (1960) realizzati dal pittore friulano fra Ernesto Bergagna della scuola del Beato Angelico di Milano, il quale decorò anche il battistero del tempio medesimo con la rappresentazione de Il Battesimo di Gesù. Presso il battistero si trovano oggi esposti i resti strappati di alcuni degli antichi affreschi presenti nella precedente chiesa parrocchiale di Boffalora sopra Ticino tra i quali una Madonna col Bambino, un ritratto di papa Gregorio XIII e uno di san Defendente. Tali affreschi vennero realizzati per volere dell'allora arcivescovo di Milano, Carlo Borromeo, dopo il 1570.

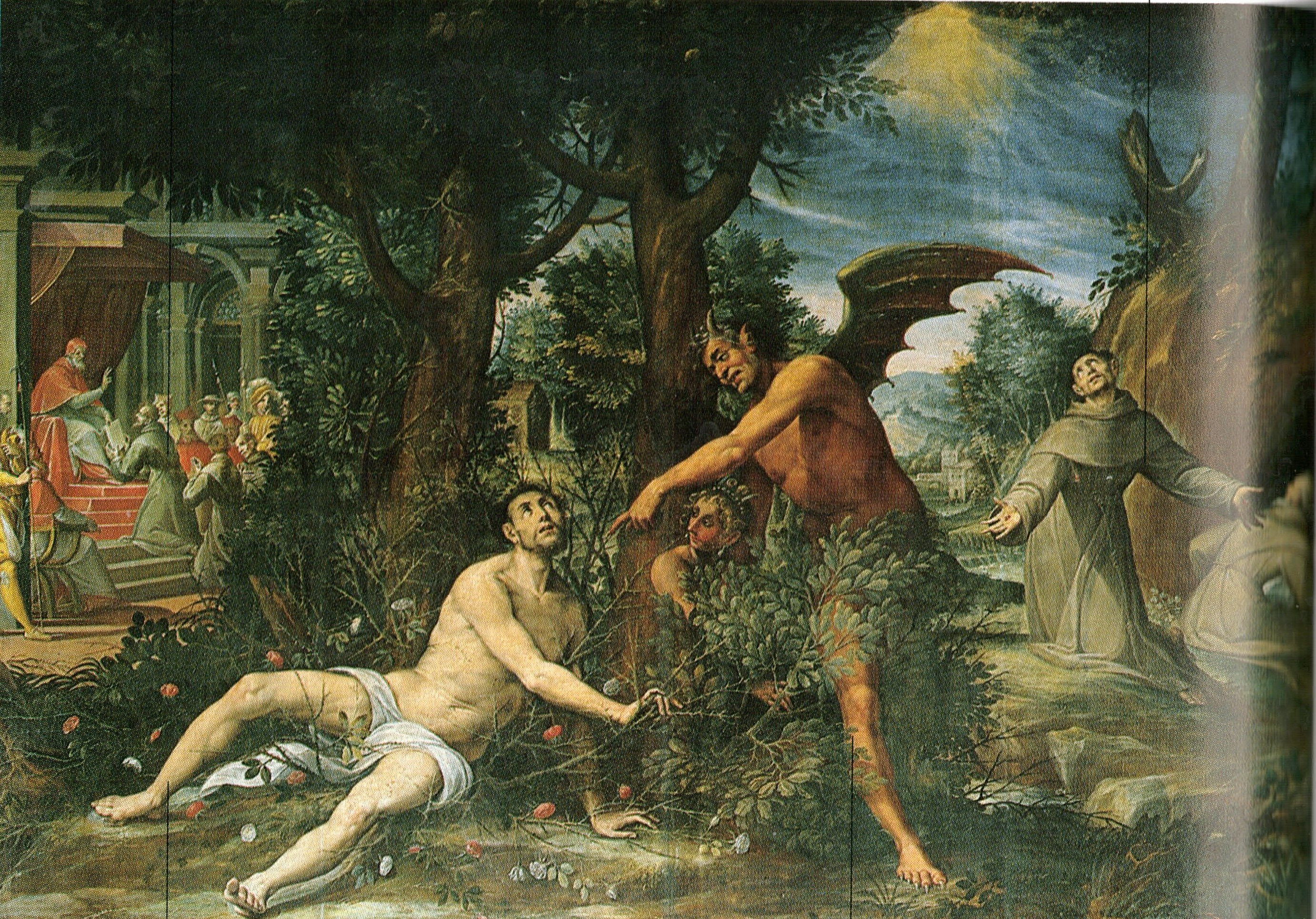
L' approvazione della regola, San Francesco tentato e Il Santo stigmatizzato di Giovanni Mauro della Rovere detto il Fiammenghino, 1610-15

L'area dell'abside, presenta un altare e un ambone realizzati in granito rosa di Baveno nel 1983. Il medesimo spazio accoglie dal 1821 (in deposito dalla Pinacoteca di Brera) due grandi tele dipinte di Giovanni Mauro della Rovere detto il Fiammenghino rappresentanti rispettivamente il triplice dipinto L' approvazione della regola, San Francesco tentato e Il Santo stigmatizzato e l'evocativa scena di San Francesco d'Assisi rinuncia ai beni del padre, risalenti entrambe al 1610-15 e forse dipinte originariamente per l'oggi distrutta chiesa milanese di San Francesco Grande. Il soffitto dell'abside è contraddistinto da una seconda cupola affrescata dal pittore Giovanni Garavaglia di Ossona che raffigura Mosè che riceve da Dio le tavole della legge, completato nei pennacchi dalla raffigurazione di quattro profeti: Geremia, Isaia, Daniele ed Ezechiele. Nel catino absidale si trova la figura di Gesù Maestro, del medesimo autore. Le vetrate laterali dell'abside sono istoriate e rappresentano un' Annunciazione e La cacciata di Adamo ed Eva dal Paradiso terrestre.
Nella navata sono conservati il dipinto Cristo crocifisso con la Madonna, san Giovanni evangelista, san Carlo e san Defendente realizzato da Giovanni Battista de Advocatis e una Madonna col Bambino e monaco certosino orante di pittore anonimo seicentesco. Il transetto di destra accoglie una cappella dedicata al Crocifisso con una statua lignea settecentesca, mentre in quello di sinistra si trova la cappella dedicata alla Madonna del Rosario
All'antica chiesa parrocchiale, per quanto non conservata all'interno del complesso attuale ma collocata ancora presso il tempio originario, è ascrivibile una Madonna delle Grazie (detta popolarmente "Madonna del parto") dipinta ad affresco da un allievo di Bernardino Luini che rimase nel tempo oggetto di venerazione popolare. Originariamente il dipinto era posto a sinistra dell'altare della chiesa.

## Il campanile e le campane

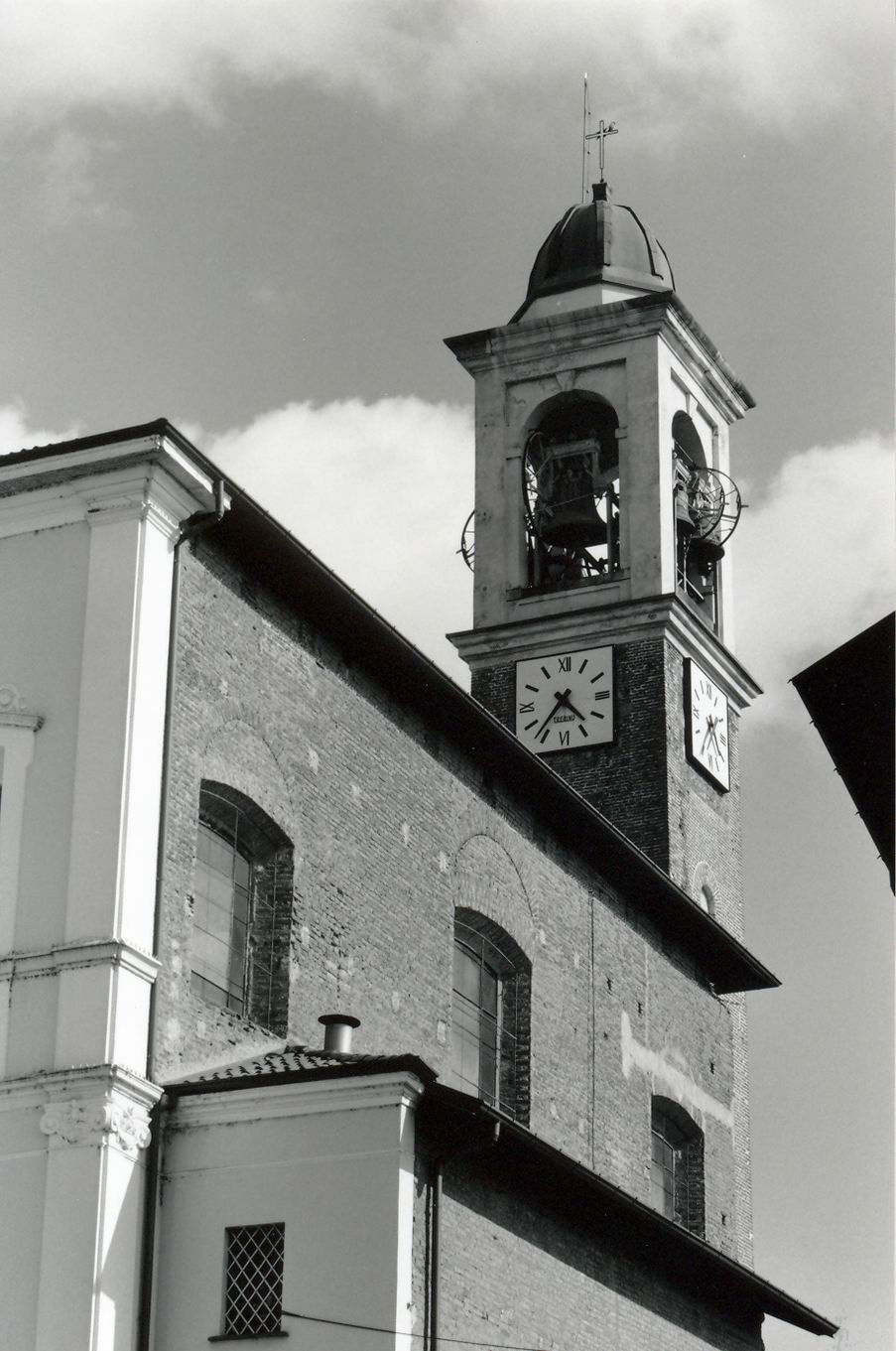
Il campanile della chiesa parrocchiale di Santa Maria della Neve

Il campanile "a cipolla" compare anche in molti dipinti di epoca risorgimentale che evidenziano gli scontri del 1859 nell'area in quanto esso fu un punto strategico fondamentale: da qui infatti il parroco dell'epoca Francesco Maria Bodio descrisse accuratamente ciò che poté vedere durante la Battaglia di Boffalora, annotazioni ancora oggi presenti nel Chronicon parrocchiale.
Il campanile possiede un concerto di 5 campane in Re bemolle3 a sistema ambrosiano, fuso nel 1960 da Roberto Mazzola di Valduggia (VC)
| Campana | Nota nominale | Fonditore e anno di fusione | Diametro |
| ------- | ------------- | --------------------------- | -------- |
| Prima   | Lab3          | Roberto Mazzola nel 1960    | 899 mm   |
| Seconda | Solb3         | Roberto Mazzola nel 1960    | 998 mm   |
| Terza   | Fa3           | Roberto Mazzola nel 1960    | 1067 mm  |
| Quarta  | Mib3          | Roberto Mazzola nel 1960    | 1220 mm  |
| Quinta  | Reb3          | Roberto Mazzola nel 1960    | 1370 mm  |